# Nástup (filmový týdeník)
Nástup byl slovenský filmový zvukový týdeník. V celém období jeho existence od 6. listopadu 1938 do 9. března 1945, kdy vyšlo poslední 340. číslo, jeho výrobu zajišťovali zejména Ivan Július Kovačevič a Bohumil Havránek.

## Historie
Ivan Július Kovačevič měl za sebou rozsáhlou filmovou publicistiku, spolupráci na filmech Jánošík, Hordubalové a vlastní film o Martinu Rázusovi. Bohumil Havránek natáčel koncem 30. let 20. století šoty ze Slovenska pro Aktuality. Bylo tedy zcela přirozené, že zástupci Ústřední správy spojených kin si jej zvolili prvním kameramanem Nástupu. Kovačeviče zase předurčila za prvního redaktora, střihače a režiséra jeho předchozí rozsáhlá publicistická a částečně i filmařská zkušenost.
V prvních dvou, třech letech tvorby týdeníku Nástup sídlila redakce v budově kina Pohraničníků na dnešním náměstí SNP v Bratislavě. V tomto období je čitelný začátečnický charakter práce. V každém vydání byly kromě domácích šotů i příspěvky ze zahraničí, na pozadí nichž ještě výrazněji vystoupily nedostatky Kovačevičovy spolupráce s Havránkem.
Tematický záběr Nástupu byl poměrně rozsáhlý. Zprávy informovaly o diplomatických návštěvách, politických událostech, o rozmanitých společenských, kulturních, hospodářských, sportovních aktualitách a obsahovaly i národopisná témata. Natočeno bylo 330 čísel, od 17. února 1944 vycházel Nástup ve dvou verzích. Kromě „slovenských“ šotů přinášelo takzvané „A. vydání“ žurnálu snímky z Deutsche Wochenschau, „B. vydání“ aktuality z Evropa Wochenschau. Úřad propagandy rozhodoval o tom, která politická témata se mají natáčet. Týdeník se laboratorně zpracovával, stříhal a ozvučoval nejdříve v Praze, po březnu 1940 ve Vídni. Odtud přicházelo 10 až 15 hotových kopií. V Nástupu je již nekontrolovali, kopie se přímo dostávaly k cenzurnímu schvalování. Svědčí o tom například i skutečnost, že za šot s natočenou sovětskou vlajkou se Kovačevič s Havránkem dostali až na prokuraturu. Týdeník si neprohlédli na servisní kopii, ale pouze následně po vyhotovení všech kopií distribučních. Kontrola byla do jisté míry nedokonalá, nedosahovala úrovně stálé cenzury výroby žurnálů v jiných totalitních režimech, například v Německu. Až do konce druhé světové války v roce 1945 se žurnál na Slovensku pouze natáčel, technicky se zpracovával ve Vídni.
O významu, který režim připisoval filmové propagandě, svědčí i skutečnost, že týdeník Nástup byl vždy označován jako kulturně-výchovný. Vyhláška Ministerstva hospodářství ze dne 5. června 1940 zbavila producenta žurnálu povinnosti platit za povolení k projekci cenzurou, co se týkalo jen kulturně výchovných filmů.
Po zániku týdeníku Nástup v březnu 1945 vydala nově vzniklá Československá filmová kronika poprvé 15. června 1945 žurnál Týden ve filmu, který vycházel až do roku 1983, kdy se jeho název změnil na Kinožurnál. Vedoucím zvukového filmového týdeníku se stal Eugen Mateička. V letech 1946 až 1948 ve třech letních měsících vycházely celostátní Československé filmové noviny, v nichž zněl český i slovenský komentář ke stejnému obrazovému materiálu. Šoty natočené na Slovensku se zpracovávaly, jakož i celý týdeník, v Praze. Tato situace trvala až do roku 1948, kdy v Bratislavě začaly pracovat filmové laboratoře.
V letech 1938 až 1948 se rozrostlo i technické zázemí zpravodajství. Po kamerách se podařilo získat i zvukařský přenosový vůz. Nejdříve byl zapůjčen z Aktualit, pak byl pořízen vlastní. Nakonec v roce 1948 byly vybudovány laboratoře, aby vyvolávání negativů a výroba pozitivů již nezávisely na zpracování ve Vídni nebo Praze. Postupně rostl i počet distribuovaných kopií. V tomto období bylo zavedeno i povinné promítání týdeníku v kinech.